# Szojuz TMA–9
A Szojuz TMA–9 a Szojuz–TMA orosz háromszemélyes szállító/mentőűrhajó űrrepülése 2006-2007-ben. A 32. emberes repülés a Nemzetközi Űrállomásra (ISS).

## Küldetés
Hosszú távú cserelegénységet szállított az ISS fedélzetére. A tudományos és kísérleti feladatokon túl az űrhajók cseréje volt szükségszerű.

## Jellemzői
2006. szeptember 18-án a Bajkonuri űrrepülőtér indítóállomásról egy Szojuz–FG juttatta Föld körüli, közeli körpályára. Több pályamódosítást követően szeptember 20-án a Nemzetközi Űrállomást (ISS) automatikus vezérléssel megközelítette, majd sikeresen dokkolt. Az orbitális egység pályája 88,9 perces, 51,7 fokos hajlásszögű, elliptikus pálya-perigeuma 2193 kilométer, apogeuma 245 kilométer volt.
Az időszakos karbantartó munkálatok mellett elvégezték az előírt kutatási, kísérleti és tudományos feladatokat. Fogadták a teherűrhajókat (M56, M57, M58, M59), kirámolták a szállítmányokat, illetve bepakolták a keletkezett hulladékot.
2007. április 21-én Zsezkazgan városától hagyományos visszatéréssel, a tervezett leszállási körzettől mintegy 135 kilométerre délre ért Földet. Összesen 215 napot, 08 órát, 22 percet és 48 másodpercet töltött a világűrben. 3400 alkalommal kerülte meg a Földet.

## Személyzet

### Indításkor
- Mihail Tyurin (1), parancsnok,  Oroszország
- Michael Lopez-Alegria (4), fedélzeti mérnök,  Amerikai Egyesült Államok
- Anousheh Ansari, űrturista,  Amerikai Egyesült Államok

### Leszálláskor
- Mihail Tyurin (1), parancsnok,  Oroszország
- Michael Eladio Lopez-Alegria (4), fedélzeti mérnök,  Amerikai Egyesült Államok
- Charles Simonyi, űrturista,  Magyarország/ Amerikai Egyesült Államok

### Tartalék személyzet
- Jurij Ivanovics Malencsenko  parancsnok,  Oroszország
- Peggy Annette Whitson fedélzeti mérnök  Amerikai Egyesült Államok